# Michael Richard Pompeo
Michael "Mike" Richard Pompeo, američki je vojni kapetan, poduzetnik, doktor prava, zastupnik, državni tajnik Sjedinjenih Američkih Država u administraciji predsjednika Donalda Trumpa i bivši predsjednik Središnje obavještajne agencije CIA-e. Vojnu naobrazbu stekao je na uglednoj vojnoj akademiji West Point, a doktorat prava na Pravnoj školi Harvardskog sveučilišta.
Rođen je u Orangeu u Kaliforniji u obitelji talijanskog podrijetla s očeve strane. Nakon vojne i pravne naobrazbe, radio je kao odvjetnik u Washingtonu, kasnije i pravni zastupnik brojnih tvrtki u Kansasu. Četiri je puta izabiran za zastupnika u Zastupnički dom iz redova savezne države Kansas, kao član Republikanske stranke, unutar koje pripada pokretu »Tea-Party Movement« koji se zalaže za niže poreze i smanjenje američkog javnog duga.
Kao ravnatelj Središnje obavještajne agencije CIA-e susreo se s turskim predsjednikom Recepom Tayyipom Erdoğanom te sjevernokorejskim vođom Kim Jong-unom.
Oženjen je suprugom Susan s kojom ima sina Nicholasa.

## Vanjske poveznice
- Medijska pojavljivanja na C-SPAN-u

|  | Zajednički poslužitelj ima još gradiva o temi Michael Richard Pompeo |